# مصطفى تشاي (أوتش هاتشا)
مصطفی تشاي (بالفارسية: مصطفی‌چای) هي منطقة سكنية تقع في إيران في قسم أوتش هاتشا الریفي. يقدر عدد سكانها بـ 67 نسمة .